# Pathfinder (Banda)
Pathfinder es una banda de power metal sinfónico formada en 2006 en Polonia Cerca de Wałczm, dando a luz su primer álbum hasta el finales del año de 2010.

## Historia
Surgieron en el año 2006 de la mano de Arkadiusz E. Ruth y Karol Mania.
En 2007 la banda estaba completa y se inició una intensa sesión de ejercicios. Ese Mismo año se le unió gunsen, Simon Kostro, Ruth y Kamil Slavomir Belak.
Con Una Banda formada , en el 2008 la banda lanzó su primer álbum demo titulado 
The Beginning, que contiene cuatro canciones , Las Cuales Recibieron excelentes críticas en todo el mundo. Esto logró que la banda fuera aclamada por la crítica y los críticos como la esperanza del Metal Sinfónico. El Beginning Vendió unos pocos miles de copias en la forma física y Digital a través de Internet. Esto hizo que la banda comenzara a Pensar acerca de la Realización de un álbum.
El éxito de The Beginning also resultado en 2009 en una gira con el excantante de  Iron Maiden , Paul Di'Anno y la banda noruega Rayo . Este tour trajo notoriedad suficiente para que la banda Pathfinder fuera reconocida como una banda polaca prominente. Esta gira fue un gran logro para la banda, ya que todavía no tenía un álbum completo en su periodo de actividad.
El año 2009 también trajo una excelente colaboración del productor e ingeniero de sonido Mariusz Pietka estudio "MP Studio" en Czestochowa, donde la banda decidió trabajar en su 
primer disco. Fue diseñado específicamente para la grabación de un coro en la canción Llamada Moonlight, que lleva una marca fuerte para toda la producción. Durante la Grabación Estuvo presente la cantante de Opera Agata-Lejba Migdalska , que siguió a la banda desde sus inicios. La banda invitó a algunas estrellas del mundo del metal a participar en el álbum como: Roberto Tirant Bob Katsionis y Matías Kupiainen de Stratovarius.

## Miembros

### Formación actual
- Arkadiusz E. Ruth (bajo)
- Karol Mania (guitarra)
- Kacper Stachowiak (batería)
- Gunsen (guitarra)
- Slavomir Belak (teclado)
- Primal Alley (vocalista)

### Exmiembros
- Simon Kostro (vocalista)

## Discografía

### álbumes de estudio
- The Beginning (demo) (2008)
- Beyond The Space, Beyond The Time  (2010)
- Fifth Element  (2012)

### Videoclips
- The Lord of The Wolves (2011)
- Ready To die Between Stars (2013)